# トルビジュ川
トルビジュ川（トルビジュがわ、ウクライナ語: Трубіж）はウクライナを流れるドニエプル川左岸の支流である。
全長113km、流域面積4700km²、流水の大部分は雪解け水である。水源はチェルニーヒウ州ペトリウシケ村(ru)であり、同州並びにキエフ州を通過し、カニウ貯水池(ru)に流入する。河川の形成する谷幅は5km以内に収まり、水深はおよそ10m程度である。11月末から12月初めごろには凍結し、三月の後半には氷解する。支流にはネドラ川(ru)、イリティツャ川等がある。また、流域の市としてはペレヤスラウ＝フメリニツキーがある。